# George Robertson (baron)
George Islay MacNeill Robertson, baron Robertson of Port Ellen (ur. 12 kwietnia 1946 w Port Ellen) – szkocki polityk, minister obrony Wielkiej Brytanii, sekretarz generalny NATO, członek Partii Pracy.

## Życiorys
Jest synem policjanta, wykształcenie odebrał w Dunoon Grammar School oraz na uniwersytecie w Dundee, który ukończył w 1968 z tytułem magistra ekonomii. 1 czerwca 1970 poślubił swoją żonę Sandrę i ma z nią troje dzieci – Malcoma, Martina i Rachel. W latach 1968–1978 był urzędnikiem General, Municipal and Boilermakers' Union odpowiedzialnym za szkocką whisky.
W 1978 dostał się do Izby Gmin po wyborach uzupełniających w okręgu Hamilton. Od 1997 do 1999 reprezentował okręg wyborczy Hamilton South. W 1979 był krótko parlamentarnym prywatnym sekretarzem ministra służby socjalnej. Po dojściu konserwatystów do władzy w 1979 Robertson został mówcą opozycji najpierw ds. Szkocji, później obrony, a w latach 1982–1983 spraw zagranicznych. Później został głównym mówcą na tematy europejskie. W latach 1993–1997 był głównym mówcą opozycji ds. Szkocji.

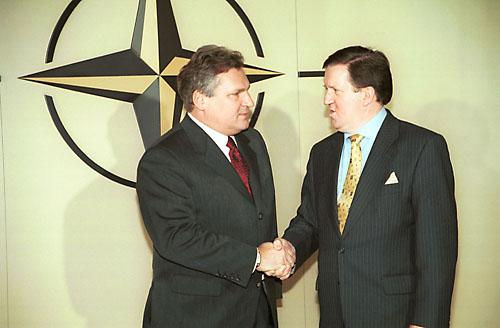
Aleksander Kwaśniewski i George Robertson, 28 listopada 2000

Po zwycięstwie laburzystów w wyborach 1997 Robertson został ministrem obrony i członkiem Tajnej Rady. Pozostał na tym stanowisku do października 1999. W sierpniu tego roku został wybrany sekretarzem generalnym NATO. 24 sierpnia 1999 otrzymał dożywotni tytuł parowski „barona Robertson of Port Ellen”. Sekretarzem generalnym NATO był do stycznia 2004.
Robertson był również przewodniczącym Partii Pracy w Szkocji, wiceprzewodniczącym Westminsterskiej Fundacji na rzecz Demokracji, wiceprzewodniczącym Rady Brytyjskiego, wiceprzewodniczącym Centrum Brytyjsko-Rosyjskiego, członkiem Rady Królewskiego Instytutu Spraw Międzynarodowych (obecnie jest jego przewodniczącym), członkiem Pilgrims Society, gubernatorem Ditchley Foundation, mężem zaufania 21st Century Trust i patronem British-American Project.
30 listopada 2004 został kawalerem Orderu Ostu. 12 listopada 2003 otrzymał prezydencki Medal Wolności (Stany Zjednoczone). Jest również kawalerem Krzyża Wielkiego holenderskiego Orderu Oranje Nassau (8 września 2003), Krzyża Wielkiego Orderu św. Michała i św. Jerzego (2003), Krzyża Wielkiego Orderu Gwiazdy Rumunii (2000), Krzyża Wielkiego niemieckiego Orderu Zasługi (1991), Krzyża Wielkiego Orderu Zasługi Rzeczypospolitej Polskiej (2003), słoweńskim Orderem za Wybitne Zasługi (2011), kosowskim Orderem Wolności (2004) oraz członkiem Królewskiego Towarzystwa Sztuk i Królewskiego Towarzystwa Edynburskiego.